# Victor Ringeisen
Pour les articles homonymes, voir Ringeisen.
Victor Ringeisen, né le 1er décembre 1946, est un homme politique français.

## Biographie
Maire de Riedseltz.

## Détail des fonctions et des mandats
Mandat parlementaire
- 8 juin 2002 - 18 juin 2002 : Député de la 8e circonscription du Bas-Rhin